# Ellen Winther
Ellen Winther Lembourn, nascida como Ellen Sørensen (Aarhus, 11 de agosto de 1933- 13 de agosto de 2011)  foi uma cantora de ópera e atriz dinamarquesa que ficou conhecida internacionalmente por ter representado a Dinamarca no Festival Eurovisão da Canção 1962 com a canção "Vuggevise" ("Canção de embalar").
Winther foi cantora de ópera, tendo feito a sua estreia em 1957 no Royal Danish Theatre, onde trabalhou durante 30 anos como cantora e atriz dramática.
Em 1962, venceu a final dinamarquesa com a canção, "Vuggevise" o que a levou ao Festival Eurovisão da Canção 1962 que teve lugar no Luxemburgo.  "Vuggevise" terminou em 10.º lugar.
Winther tornou-se bem conhecida das audiências dinamarquesas por ter feitas diversas aparências no cinema e na televisão, tal como na ópera, musicais e revistas.  Em 1983 foi premiada com a Order of the Dannebrog pela sua contribuição nas artes da Dinamarca.
Winther foi casada com o pianista John Winther entre 1960 e 1966, tendo dois filhos desse casamento e depois casou com o escritor e político Hans Jørgen Lembourn de 1973 até à morte dele em 1997.

## Morte
Ellen Winther Lembourn morreu em 13 de agosto de 2011, apenas dois dias depois de ter feito os 78 anos.

## Filmografia
- Tornerose - 1959, Stemme
- De sjove ar - 1959
- Landmandsliv - 1965
- I den grønne Skov - 1968
- Sonnen fra Vingården - 1975
- Lematizador Kassen - 1976
- Om Midt natten - 1984
- Den om Kampen Røde ko - 1987
- Jydekompagniet - 1988
- Skygge Min - 1988, novellefilm
- En Kun pige - 1995

## Televisão
- Jomfruburet - 1959
- Valsedrømme - 1967
- Flagermusen - 1968
- En nat i Venedig - 1969
- Jul på Slottet - 1986
- Barselstuen - 1976
- Matador - 1978

Predefinição:FD